# Polymorphus sichuanensis
Polymorphus sichuanensis es una especie de acantocéfalo del género Polymorphus, familia Polymorphidae. Fue descrita por Wang y Zhang en 1987. Se encuentran en China. Suelen ser parásitos de Anas platyrhynchos.